# Фужер-2 (кантон)
Фужер-2 (фр. Fougères-2) — кантон во Франции, находится в регионе Бретань, департамент Иль и Вилен. Входит в состав округа Фужер-Витре.

## История
Кантон образован в результате реформы 2015 года . В его состав вошли коммуны упраздненных кантонов Лувинье-дю-Дезер и Фужер-Нор.
1 января 2019 года коммуна Домпьер-дю-Шемен кантона Фужер-1 вместе с коммуной Люитре  образовали новую коммуну Люитре-Домпьер, вошедшую в состав кантона Фужер-2.

## Состав кантона с 1 января 2019 года
В состав кантона входят коммуны (население по данным Национального института статистики за 2019 г.):
- Босе (1 357 чел.)
- Вилламе (306 чел.)
- Ла-Базуж-дю-Дезер (1 069 чел.)
- Ла-Сель-ан-Люитре (616 чел.)
- Ла-Шапель-Жансон (1 475 чел.)
- Ландеан (1 183 чел.)
- Ле-Лору (643 чел.)
- Ле-Ферре (710 чел.)
- Леньеле (1 173 чел.)
- Лувинье-дю-Дезер (3 340 чел.)
- Люитре-Домпьер (1 823 чел.)
- Мелле (649 чел.)
- Монто (250 чел.)
- Паринье (1 331 чел.)
- Пуалле (374 чел.)
- Сен-Жорж-де-Рентамбо (1 487 чел.)
- Флёринье (939 чел.)
- Фужер (14 364 чел., восточные и северные кварталы)

## Политика
На президентских выборах 2022 г. жители кантона отдали в 1-м туре Эмманюэлю Макрону 37,5 % голосов против 22,5 % у Марин Ле Пен и 14,9 % у Жана-Люка Меланшона; во 2-м туре в кантоне победил Макрон, получивший 63,4 % голосов. (2017 год. 1 тур: Эмманюэль Макрон – 25,7 %, Франсуа Фийон – 24,3 %, Марин Ле Пен – 18,6 %, Жан-Люк Меланшон – 15,0 %; 2 тур: Макрон – 71,1 %. 2012 год. 1 тур: Николя Саркози — 32,6 %, Франсуа Олланд — 24,6 %,  Марин Ле Пен — 14,9 %; 2 тур: Саркози — 54,7 %).
С 2015 года кантон в Совете департамента Иль и Вилен представляют член совета города Фужер Изабель Бьяр (Isabelle Biard) (Республиканцы) и мэр коммуны Ле-Ферре Луи Потрель (Louis Pautrel) (Союз демократов и независимых). 
|                | Кандидаты                   | Партия                   | Первый тур | Первый тур     | Второй тур | Второй тур |
| Кол-во голосов | Кандидаты                   | Партия                   | % голосов  | Кол-во голосов | % голосов  |            |
| -------------- | --------------------------- | ------------------------ | ---------- | -------------- | ---------- | ---------- |
|                | Изабель Бьяр Луи Потрель    | Разные правые            | 3 810      | 53,05          | 5 106      | 69,98      |
|                | Эрик Бессон Мари-Клер Бушер | Разные левые             | 1 177      | 16,39          | 2 190      | 30,02      |
|                | Памела Жамо Андре Робинар   | Левый блок ― Зелёные     | 1 145      | 15,94          |            |            |
|                | Жимми Бурльё Мари Галоде    | Национальное объединение | 1 050      | 14,62          |            |            |

|                | Кандидаты                      | Партия                  | Первый тур | Первый тур     | Второй тур | Второй тур |
| Кол-во голосов | Кандидаты                      | Партия                  | % голосов  | Кол-во голосов | % голосов  |            |
| -------------- | ------------------------------ | ----------------------- | ---------- | -------------- | ---------- | ---------- |
|                | Изабель Бьяр Луи Потрель       | Разные правые           | 5 523      | 47,29          | 7 012      | 66,53      |
|                | Эрик Бессон Мари-Сесиль Папай  | Социалистическая партия | 2 631      | 22,53          | 3 527      | 33,47      |
|                | Марианна Лутен Жиль Пеннель    | Национальный фронт      | 2 570      | 22,00          |            |            |
|                | Дидье Дюмонтье Франсуаза Пайен | Разные левые            | 956        | 8,18           |            |            |